# 新横浜プリンスホテル
新横浜プリンスホテル（しんよこはまプリンスホテル）は、神奈川県横浜市港北区新横浜にあるプリンスホテル運営のシティホテルである。

## 概要
西武鉄道がデベロッパーとなり併設のショッピングセンター「新横浜プリンスペペ」と同時に1992年3月に開業した。ホテルは42階建てで、円柱型の超高層ビルでは日本一の高さであり、幕張プリンスホテル（千葉市美浜区）がアパホテルに売却され「アパホテル&リゾート 東京ベイ幕張」となった2006年7月以降、プリンスホテルズ&リゾーツでホテル単体としても最高層の施設である（複合施設も含めればザ・プリンスギャラリー 東京紀尾井町や名古屋プリンスホテル スカイタワーの方が高層となる）。
札幌プリンスホテルタワー等と同様に、建物の中心部は全層吹き抜けである。
ホテルからそれぞれ離れた場所に、スケートセンター・テニスセンター・ボーリングセンターがホテルとは先だって開業している。（その後テニスセンター・ボーリングセンターは廃止）

### 主なホテル施設
- 総客室:904室[3]（1992年の開業当初は1002室）

- レストラン
  - 直営
    - 41・42階　西洋料理、鉄板焼き、バーラウンジ「トップ・オブ・ヨコハマ」
      - 当初、42階のバーラウンジのみだったが、41階に所在したステーキレストラン「ボストン」の部分も改装し、拡張した。

    - 40階　日本料理「羽衣」
    - 2階　ブッフェダイニング「ケッヘル」
    - 1階　ロビーラウンジ「ロッソ」
      - 開業時の名称は「ファウンテンテラス」、その後「グランビュー」を経て現名称。

  - テナントレストラン「盤古殿新横浜プリンスホテル店（中華料理）」、「日本大漁物語 きじま 新横浜プリンスホテル店（海鮮を主にした日本料理と寿司）」
  - 2010年3月までは、パティストリー・持ち帰りデリ店「シェパティシエ」が営業していたが閉店した。

- 宴会場（19室）
- 1階「セブンイレブン」
- 駐車場地下1階レンタカー・カーシェアリング「タイムズカーレンタル」

## スケートセンター

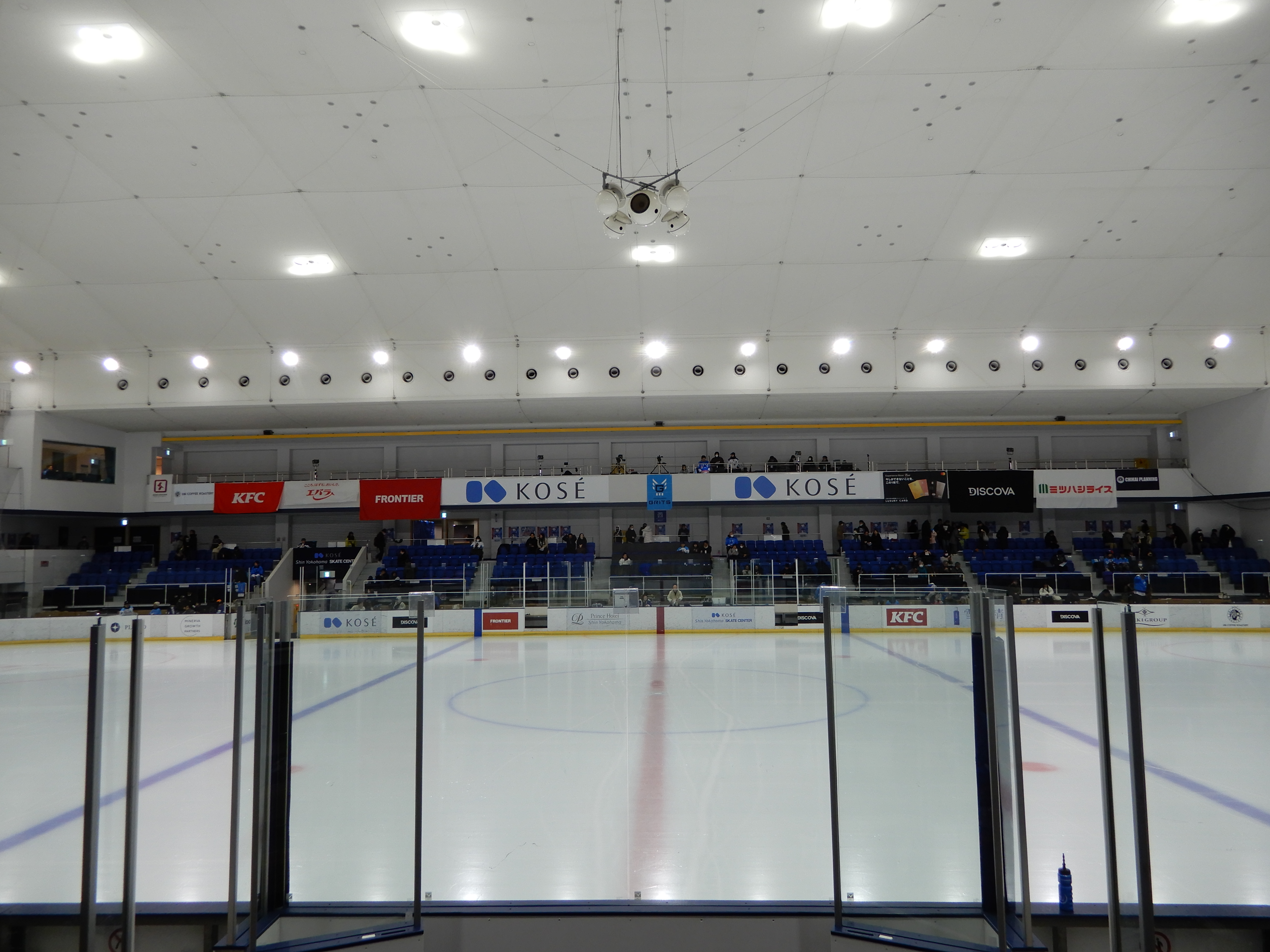
KOSÉ新横浜スケートセンター（場内）

新横浜スケートセンターは、1990年10月に完成した屋内型スケートリンクである。座席数は2500席（固定席1,406人・立ち見1,094人）。主にプリンスアイスワールド、アイスホッケーの試合、アイスショーなどのイベントに対応できる。
2017年10月には化粧品メーカーのコーセーが3年間のネーミングライツを取得し「KOSÉ新横浜スケートセンター」となった。かつて存在したSEIBUプリンス ラビッツの本拠地であった。2020-2021シーズンよりアジアリーグに参戦する横浜GRITSの本拠地として使用されている。
つるまいかだによるフィギュアスケート漫画『メダリスト』の作中に登場する。

## 新横浜プリンスペペ

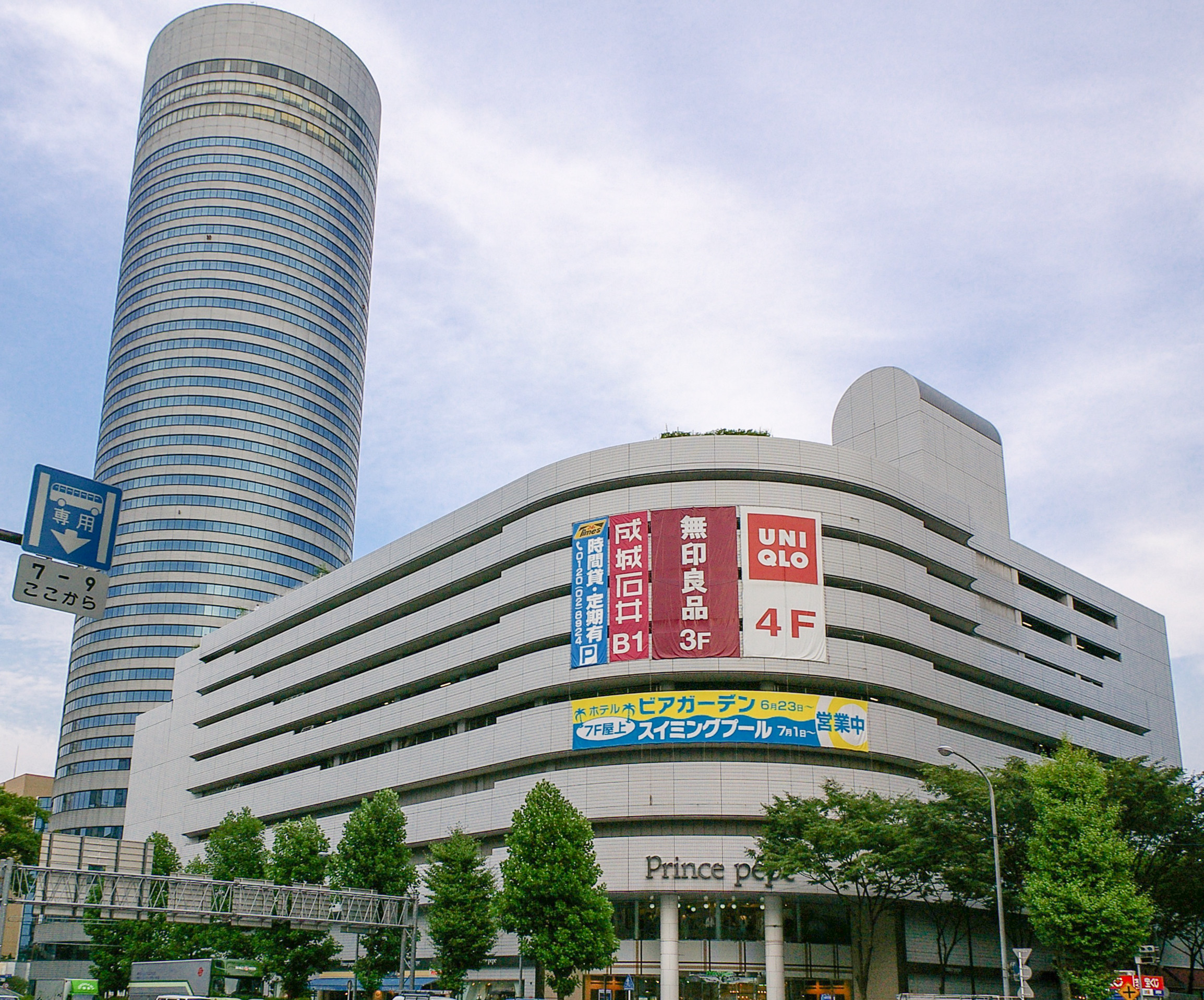
新横浜プリンスペペ（低層棟）

低層棟の地下1階から4階部分に150の専門店と食品売場で構成されている。プリンスホテルとはペペの営業時間中（1階のみ朝6時から23時まで）、通り抜けが可能である。
主な専門店
- ファミマ!!（24時間営業・1F路面店舗）
- 無印良品
- ABCマート
- くまざわ書店
- キャンドゥ
- タルボット
- 伊太利屋
- 成城石井
- 洋服の青山[6]
- coca[7]
- しまむら
- フィット・ケア・デポ
- 白洋舍

主な食品売場（地下）
- フードウェイ
- ジュピターコーヒー[8]
- ポンパドウル

2010年1月まで新横浜プリンスベーカリー（ホテル直営のベーカリー店）が営業していた。

## 西武グループと地域の関わり
もともと1959年に堤康次郎が、後に新横浜の地名が付けられる篠原地区周辺を地主から安値で買い占め、東海道新幹線の建設が決まったことで旧国鉄に買値の倍以上の額で売却し、転売益を得たなど旧コクド・西武グループと繋がりのある地域の一つであった反面、土地収用のトラブルが新幹線開業前とプリンスホテル建設前にあり後者は後に市を相手取り裁判に発展（結果は地権者側の敗訴）している。その後、1980年代後半に横浜アリーナの出資母体として運営に関わり、プリンスホテル・プリンスペペを着工した。
新横浜駅周辺にテナントビル2棟（新横浜西武ビル・新横浜スクエアビル）をプリンスホテルと同時期に竣工している。
西武鉄道のリストラにより、テニスセンターは2005年5月に、ボウリングセンターは2006年3月に閉鎖となり、それぞれ野村不動産が跡地を買収した。2007年にボウリングセンター跡地にオフィスビルを着工し、2009年の竣工後に中央労働金庫へ売却され、「中央労働金庫 業務集中・新横浜センター」として、同金庫の新横浜支店とバックオフィス部門が入居している。
2010年4月に新横浜プリンスホテル一帯の不動産所有者が西武鉄道から西武プロパティーズへ移管された。

## アクセス
- 東海道新幹線・横浜線（JR東日本）・横浜市営地下鉄ブルーライン・東急新横浜線・相鉄新横浜線新横浜駅から徒歩約5分
- 羽田空港から京浜急行バス・東急バスの空港連絡バス（羽田空港～新横浜・センター南・北線）で終点「新横浜プリンスホテル」下車[10]
  - なお、成田空港を利用する場合は、新横浜駅バス停から徒歩となる。
- 横浜市営バス・川崎鶴見臨港バス「ホテル前」[11]下車
- 第三京浜道路港北ICから車で約5分

## 周辺施設
- 環状2号線
- 横浜アリーナ
- 新横浜駅北口・キュービックプラザ新横浜
- 横浜国際総合競技場（日産スタジアム）